# Радомля (озеро)
Радо́мля (Родомля; бел. Ро́дамля) — озеро в Крупском районе Минской области Белоруссии. Относится к бассейну реки Лукомка.

## Физико-географическая характеристика
Озеро Радомля располагается в 33 км к северу от города Крупки, в 1,2 км к северу от деревни Хольневичи. Высота над уровнем моря составляет 166,3 м.
Площадь зеркала составляет 0,37 км². Длина озера — 1,32 км, наибольшая ширина — 0,35 км. Длина береговой линии — 3,06 км. Наибольшая глубина — 3,1 м, средняя — 1,58 м. Объём воды в озере — 0,58 млн м³.
Котловина озера вытянута с юго-запада на северо-восток. Склоны высотой до 4 м, пологие, покрытые кустарником. Небольшой участок восточного склона распахан. Береговая линия слабоизвилистая. Берега низкие, песчаные, поросшие кустарником и редколесьем. На юго-западе имеются заболоченные участки. Озеро окаймляет заболоченная пойма шириной до 80 м.
Мелководье обширное, вдоль берегов песчаное, местами глинистое. Глубже дно покрыто сапропелем.
На северо-востоке в озеро Радомля впадает канализованный ручей, вытекающий из озера Черейское. На юго-западе вытекает ручей, впадающий в реку Югна.
Зарастание водоёма умеренное.

## Месторождение сапропеля
Объём слоя сапропеля на дне озера составляет 3,5 млн м³. Средняя мощность отложений — 8,3 м, наибольшая — 12 м. Естественная влажность — 93 %, зольность — 39 %. Водородный показатель — 7,4. Содержание в сухом остатке (в %): азота — 3,3, окислов кальция — 4,5, калия — 0,9, фосфора — 0,2. Сапропель может использоваться в качестве удобрения.

## Рыбалка
В озере обитают карась, линь, окунь, плотва, лещ, щука и другие виды рыб.
Озеро Радомля входит в состав республиканского ландшафтного заказника Селява. Организовано платное любительское рыболовство.